# Dash Rendar
Dash Rendar, corelliano y contrabandista, es un personaje de la Galaxia de Star Wars, exsocio de Han Solo y propietario de la nave Outrider. 
Participó en la batalla de Hoth. Es el protagonista principal de la novela Sombras del Imperio ambientada entre el Episodio V y el Episodio VI, donde ayuda a acabar con el Príncipe Xizor. Después de ello desaparece. También aparece en el videojuego: Star Wars: Shadows of the Empire para Nintendo 64, que posteriormente fue adaptado a PC y en Star Wars Galactic Battlegrounds, así como en su expansión. 
Al final se encuentra con Guri en una taberna y ambos entablan una relación.
- Datos: Q2629940